# Anna Ternheim
Anna Ternheim (Estocolmo, 31 de maio de 1978) é uma cantora e compositora sueca.

## Carreira
Pelo lançamento do álbum Somebody Outside recebeu o Grammy sueco de melhor revelação, e foi nomeada melhor artista feminina, melhor letrista e melhor compositora de 2005.
Em 2007, ganhou o Grammy por melhor artista feminina e melhor letrista. Entre seus maiores êxitos estão "To Be Gone" e "Better Be", de seu primeiro álbum, e o cover dos Backstreet Boys "Show Me the Meaning of Being Lonely", de 2015.

## Discografia

### Álbuns
- 2004 - Somebody Outside
- 2006 - Separation Road
- 2008 - Halfway to Fivepoints (EUA apenas)
- 2008 - Leaving on a Mayday
- 2011 - The Night Visitor
- 2015 - For The Young

### EPs
- 2003 - Anna Ternheim - demo
- 2004 - I'll follow you tonight
- 2004 - To be gone
- 2005 - My Secret
- 2005 - Shoreline
- 2005 - Girl Laying Down
- 2006 - Today is a good day
- 2007 - Lovers Dream & More Music For Psychotic Lovers
- 2007 - Anna Ternheim